# Nojoriova asymetrická hydrogenace
Nojoriova asymetrická hydrogenace je postup enantioselektivní redukce ketonů a podobných sloučenin; vyvinul ji Rjódži Nojori, jenž získal v roce 2001 za příspěvek k rozvoji asymetrických hydrogenací podíl na Nobelově ceně za chemii. Tyto hydrogenace se používají při výrobě řady léčiv, jako jsou levofloxacin, karbapenemová antibiotika a antipsychotikum BMS181100.

## Historie
Stechiometrická asymetrická redukce ketonů, například hydridy boru, je známá dlouho.
Katalytická asymetrická hydrogenace ketonů byla provedena s katalyzátory založenými na BINAP-Ru halogenidech a karboxylátech.
S použitím BINAP-Ru dihalogenidových katalyzátorů lze provádět redukce funkcionalizovaných ketonů, hydrogenace jednoduchých ketonů nebyla tímto způsobem vyřešena. K jejímu provedení posloužily prekatalyzátory typu RuCl2(difosfan)(diamin).
Tyto katalyzátory přednostně redukují ketony a aldehydy, alkeny a četné další skupiny s nimi nereagují.

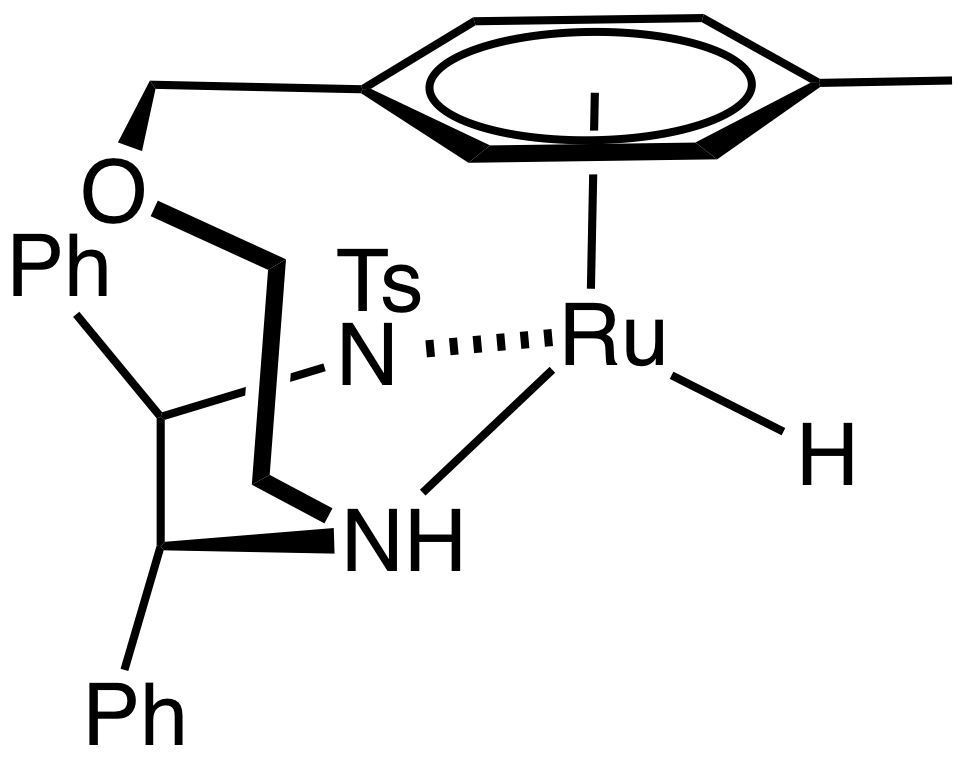
Doplněním tradičních difosfinových Nojoriových katalyzátorů jsou aren-Ru katalyzátory, které fungují podobně.

## Mechanismus

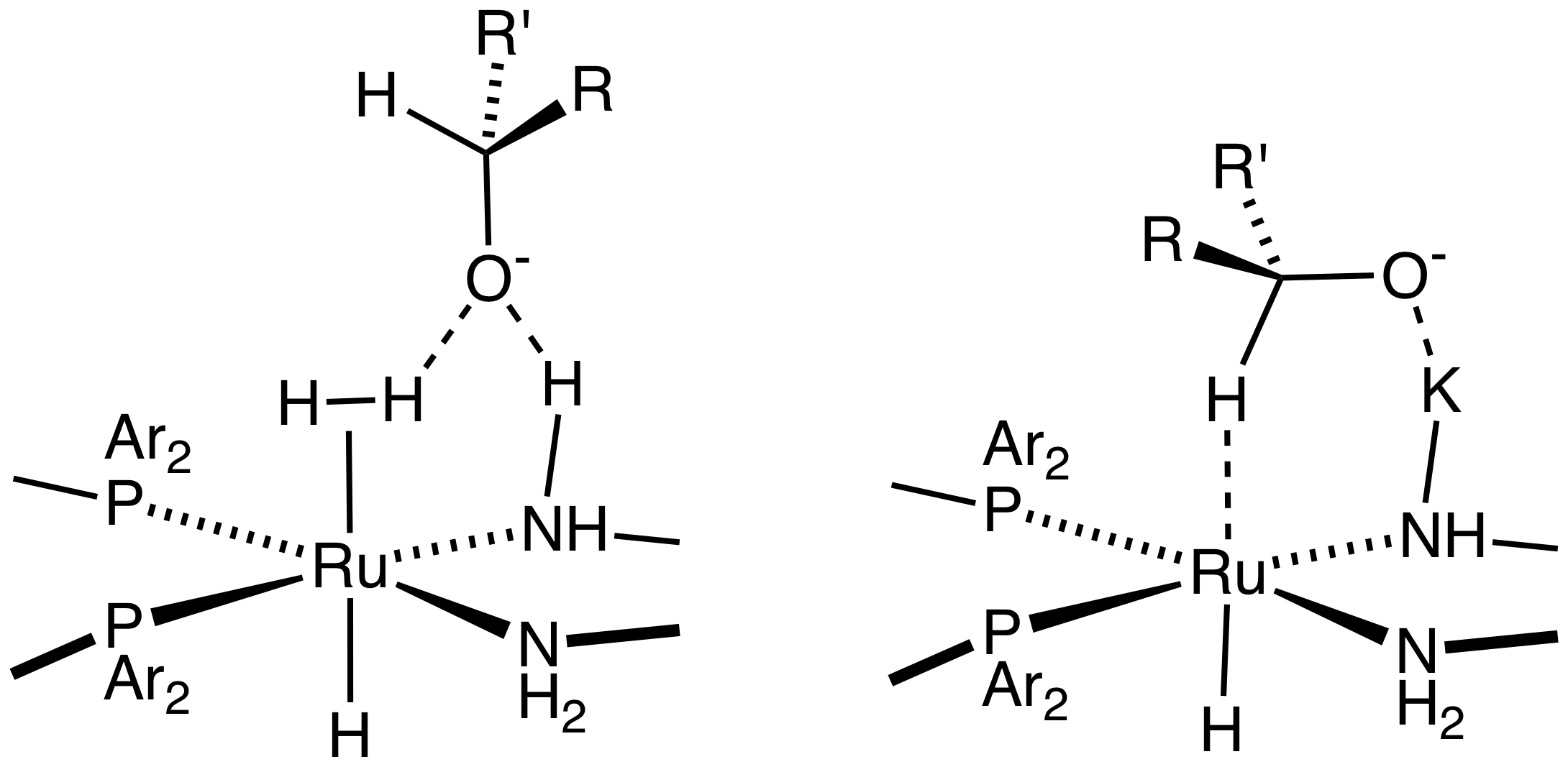
Navržené meziprodukty Nojoriovy asymetrické hydrogenace

BINAP-Ru-diamindihalogenidový prekatalyzátor se na aktivní katalyzátor přeměňuje reakcí s H2 za přítomnosti zásady:
RuCl2(BINAP)(diamin) + 2 KOBu-t + 2 H2 → RuH2(BINAP)(diamin) + 2 KCl + 2 HOBu-t
Vzniklý katalyzátor má tři druhy ligandů:
- hydridy, které se navazují na nenasycený substrát
- diaminy, interagující se substrátem a se zásaditým aktivátorem
- difosfiny, které zaručují asymetrii.

Nojoriovy katalyzátory se často označují jako bifunkční katalyzátory, protože se do katalýzy zapojují jak kov, tak i aminový ligand. Dlouho se předpokládalo, že je součástí mechanismu šestičlenný pericyklický meziprodukt a hydridorutheniové centrum (HRu-NH) interaguje s karbonylovým substrátem R2C=O.
S využitím teorie funkcionálu hustoty a experimentálních studií se ukázalo, že tento model je z velké části nesprávný; místo toho aminová skupina silně interaguje se zásaditým aktivátorem, který se často používá ve velkém přebytku.

## Možné substráty
BINAP/diamin-Ru katalyzátory jsou účinné při asymetrických redukcích funkcionalizovaných i jednoduchých ketonů a lze s jejich využitím enantioselektivně redukovat také aromatické, heteroaromatické a alkenové ketony. Lepší stereoselektivity se dosáhne tehdy, když je jeden substituent větší než druhý.

## Průmyslová využití
Hydrogenanční katalyzátory inspirované Nojoriovými mají využití v průmyslové výrobě řady látek. (R)-Propan-1,2-diol, prekurzor antibiotika levofloxacinu, může být velmi účinně získáván Nojoriovou asymetrickou hydrogenací hydroxyacetonu:
Novější postupy jsou zaměřené na hydrogenaci (R)-methyllaktátu.
Součástí výroby antibiotika karbapenemu je také Nojoriova asymetrická hydrogenace, jejím meziproduktem je (2S,3R)-methyl-2-(benzamidomethyl)-3-hydroxybutanoát, jenž se získává z racemického methyl-2-(benzamidomethyl)-3-oxobutanoátu s využitím dynamického kinetického rozlišení.
Antipsychotikum BMS 181100 se vyrábí za katalýzy BINAP/diamin-Ru.